# Oasis (Nevada)
Oasis es un lugar designado por el censo en el condado de Elko en el estado estadounidense de Nevada.

## Geografía
Oasis se encuentra ubicado en las coordenadas 41°1′43″N 114°29′13″O / 41.02861, -114.48694.